# Hieracium neocoracinum
Hieracium neocoracinum es una especie de planta con flor del género Hieracium, de la familia Asteraceae, orden Asterales.

## Distribución
Hieracium neocoracinum se distribuye por Gales.

## Taxonomía
Fue descrita científicamente por Pugsl.